# 長尾頜吻鰻
長尾頜吻鰻（學名：Gnathophis longicauda）是輻鰭魚綱鰻形目康吉鳗科頜吻鰻屬的其中一種，由愛德華·皮爾遜·拉姆齊和詹姆斯·道格拉斯·奧吉爾比在1888年描述，最初屬於Congromuraena，分布於印度西太平洋澳洲海域，為特有種，深度2至99公尺，棲息在大陸棚、大陸坡沙泥底質水域，為底棲性魚類，生活習性不明。